# Iglesia mayor de Ulm
La Iglesia mayor de Ulm (“Ulmer Münster”) es la principal iglesia luterana de la ciudad alemana de Ulm. El edificio, de estilo gótico del siglo XIV, fue terminado en el siglo XIX. Es la iglesia más alta del mundo, con una aguja de 161,53 metros de altura.
Inicialmente fue una iglesia católica, pero después de la Reforma (1529) pasó a ser protestante. Desde su extremo superior se disfruta una inmejorable vista de la ciudad de Ulm en Baden-Wurtemberg y de Nuevo Ulm en Baviera, y en días de cielo despejado, cuando sopla el viento foehn, se pueden ver los Alpes, desde el Säntis hasta el Zugspitze. Desde un punto de vista eclesiástico, no es una catedral, ya que en ella nunca ha residido un obispo. Pertenece a la prelatura de Ulm dentro de la Iglesia evangélica en Alemania.

## Características

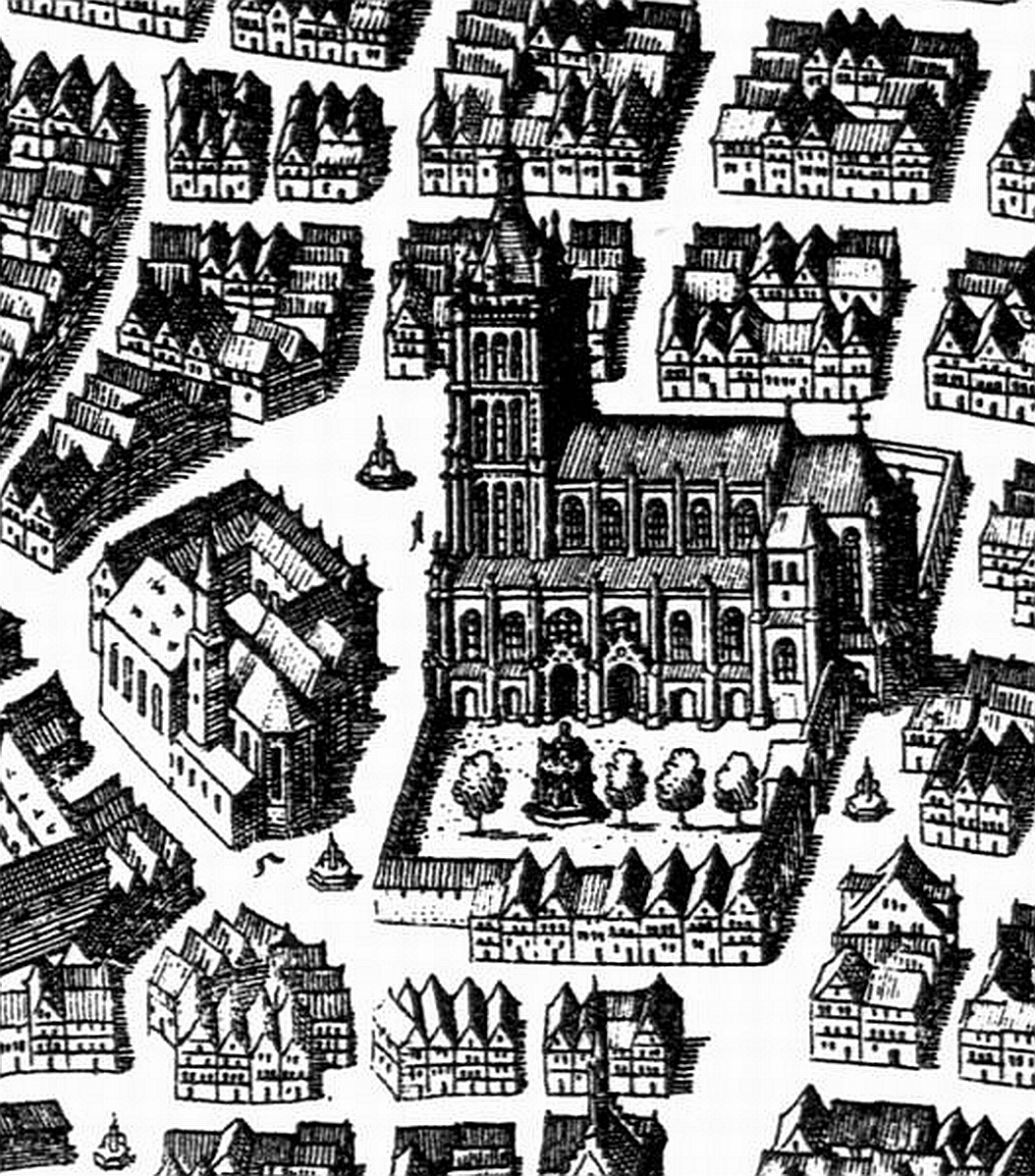
Iglesia en 1643.

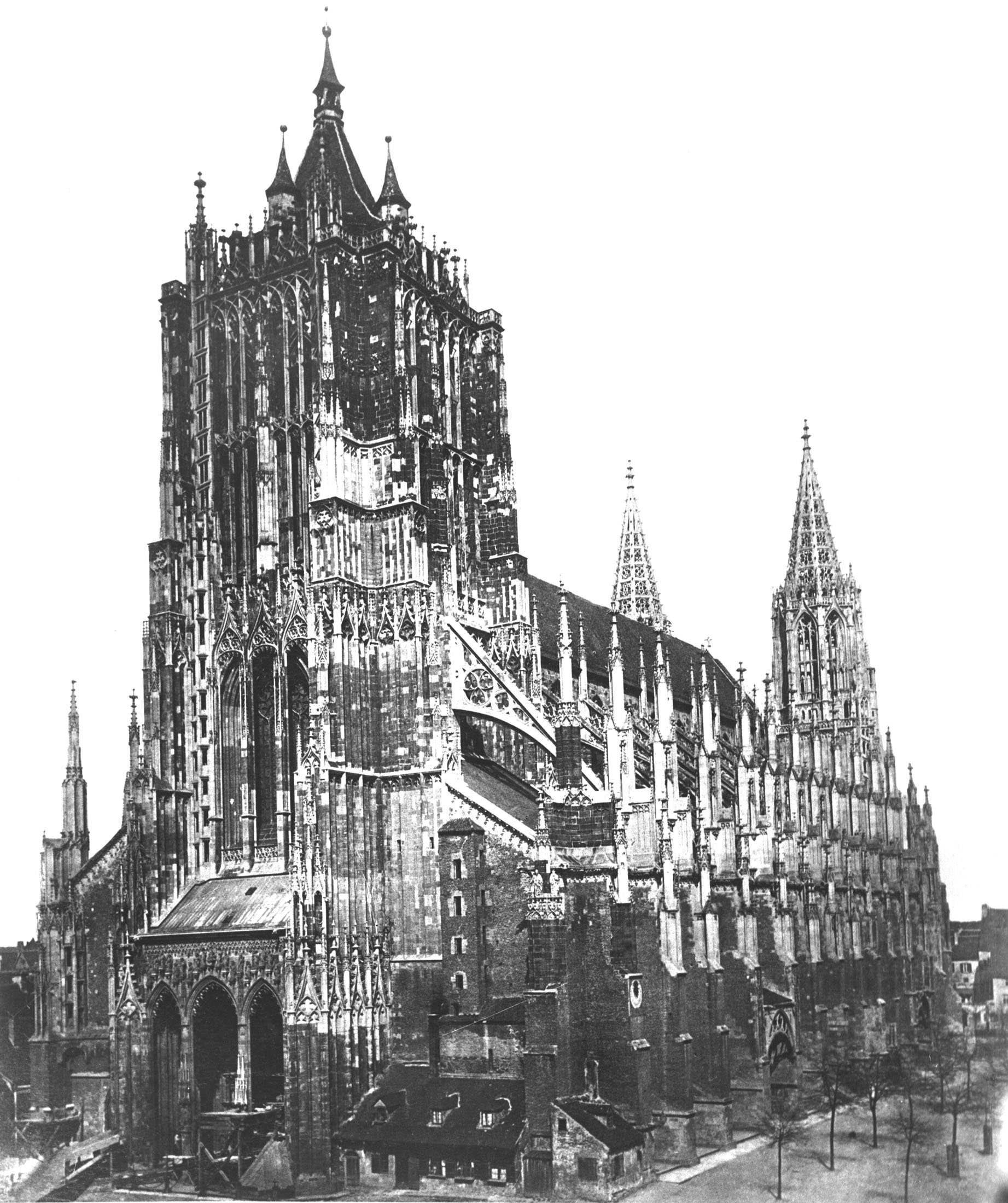
Iglesia en 1887.

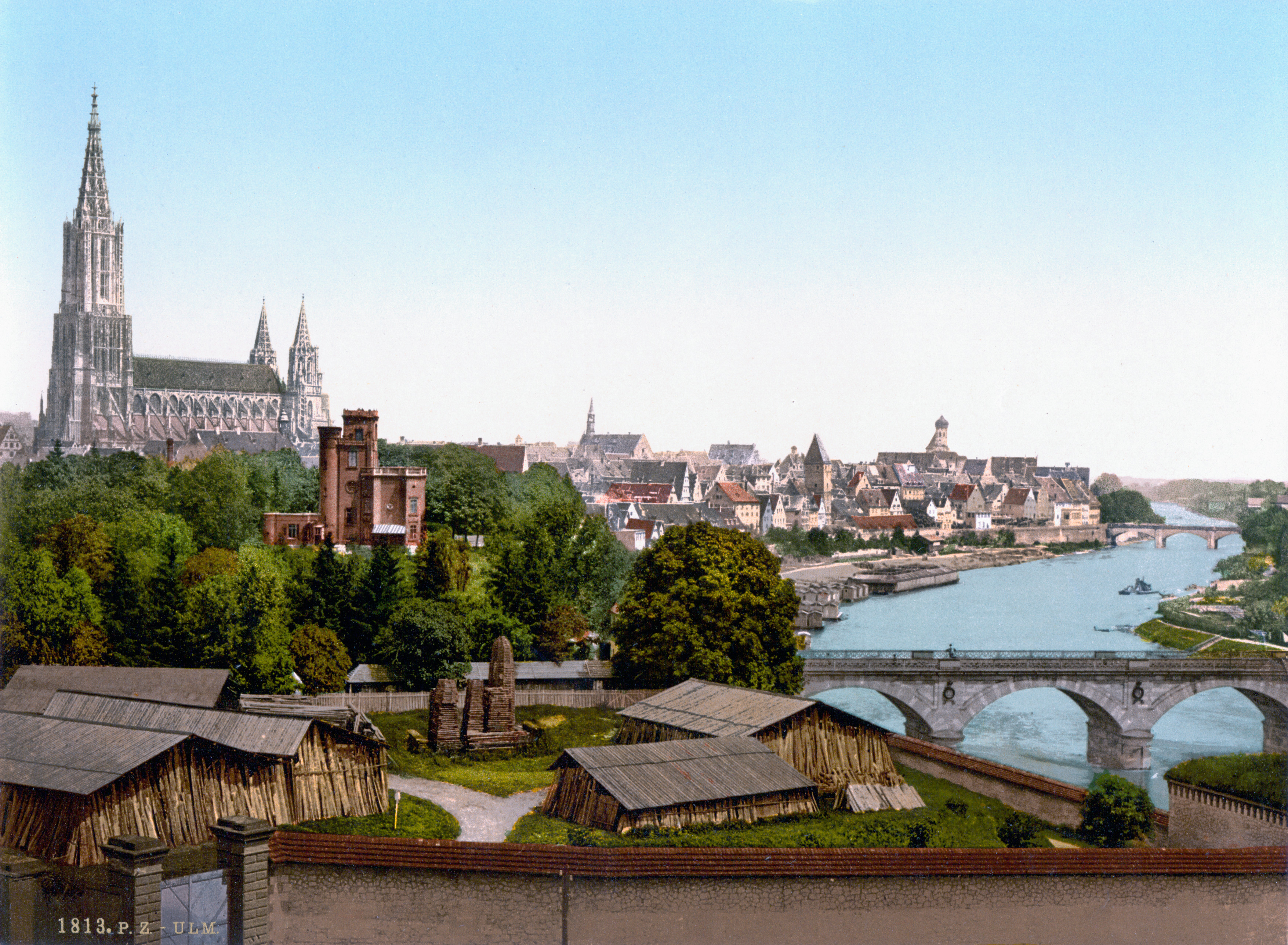
Iglesia en 1900.

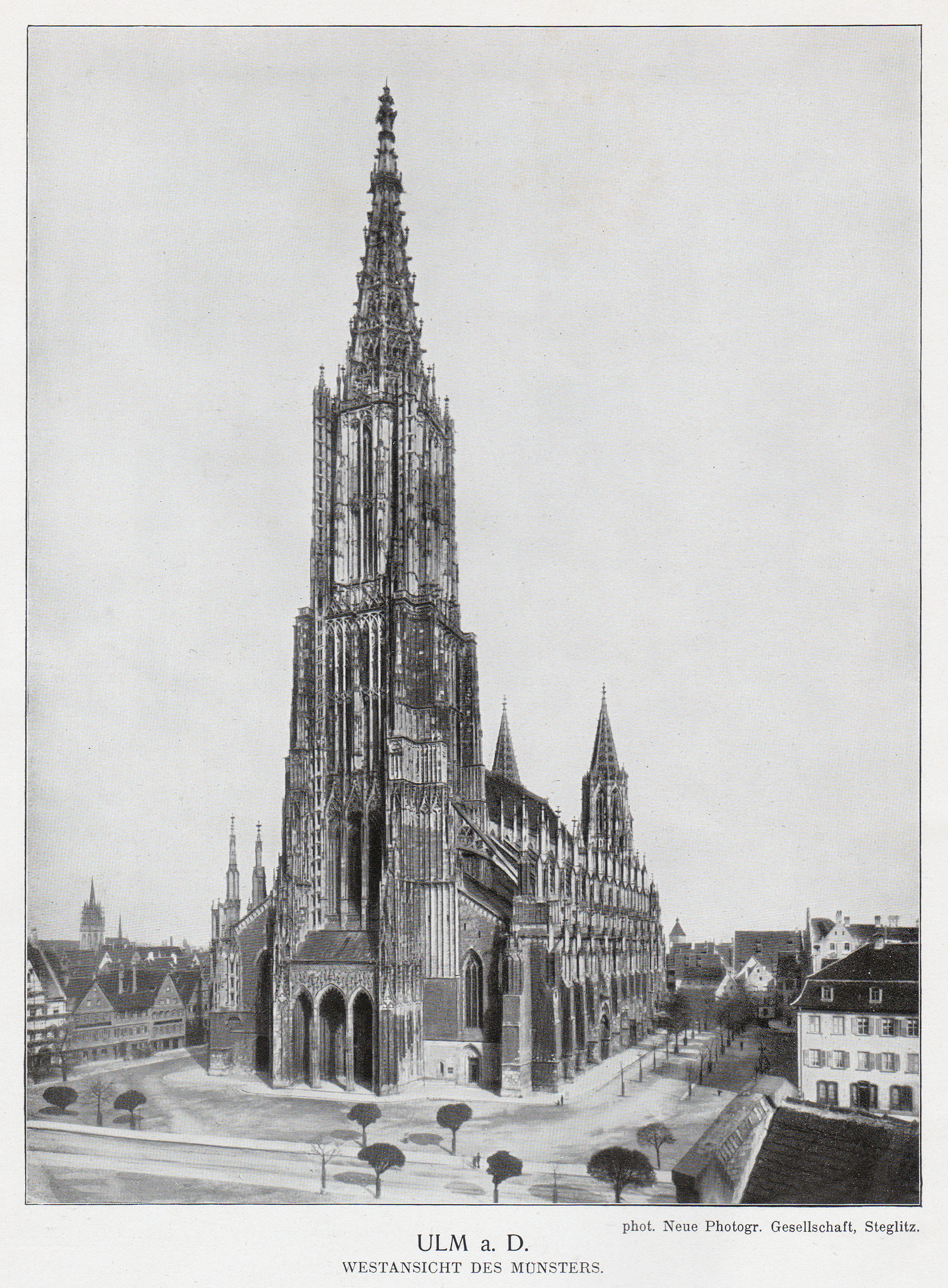
Iglesia en 1910.

La catedral de Ulm ostenta, en la actualidad, la torre de iglesia más alta del mundo: 161,53 m. La planta de la catedral tiene 123,46 m de largo, por 48,8 m de ancho. La superficie total ronda los 6024.84 m². Cuenta con un notable coro atribuido al escultor Jörg Syrlin.
La torre más alta contiene un total de trece campanas. Tres de ellas sirven como reloj marcando los cuartos y las horas.
Ascendiendo 768 escalones se llega a una altura máxima de 150 m, desde donde se alcanza a contemplar un magnífico panorama de toda la ciudad y sus alrededores.
En condiciones normales, la catedral ofrece asiento para 2000 personas, aunque en determinadas circunstancias pueden habilitarse hasta 4500 asientos. En la Edad Media, se disponía de espacio para 20 000 personas, pues entonces se acostumbraba a asistir de pie a las ceremonias religiosas.
La catedral de Colonia instaló una antena de varios metros para el TDT en 2017 por lo que actualmente se considera la más alta.

## Historia
En el siglo XIV, la iglesia parroquial de la ciudad distaba un kilómetro de las puertas de la ciudad amurallada. Por ello los ciudadanos decidieron construir una nueva iglesia dentro de la ciudad. El 30 de junio de 1377 se empezó a construir la catedral de Ulm, financiada por los propios ciudadanos y dirigida por el maestro Heinrich II Parler. El proyecto original tenía previsto que la iglesia contara con tres naves de igual altura, además de una torre principal en la nave ubicada al este y dos torres sobre el coro. Sin embargo, en 1392, se hizo cargo de la dirección de las obras Ulrico Ensinger, que anteriormente había trabajado en la construcción de la catedral de Estrasburgo, y modificó el proyecto de modo que la torre principal fuera la de la sección oeste (tal como está hoy).
El 25 de julio de 1405 fue consagrada la catedral, que aún conservaba por aquel entonces un techo provisional. De 1446 a 1463 las obras fueron dirigidas por el hijo de Ulrich, que terminó la construcción del techo, el coro y el ala norte. En el transcurso de los años, y a medida que los trabajos de construcción cambiaban de manos, los planos de la catedral también se iban modificando.
En 1543, la construcción de la catedral sufrió una interrupción debido a la inestable situación política. En ese momento, la torre de la catedral ya había alcanzado los 100 m de altura, y las torres del coro medían ya 32 m. En 1817 se empezaron a pintar los frescos del interior de la catedral. En 1844 se reanudaron las obras que, bajo la dirección de August de Beber. Después de una fase de reparaciones que duró hasta 1856, la nave central fue estabilizada mediante la adición de arbotantes. Luego se construyeron los pequeños campanarios junto al coro, sin planos medievales. Finalmente, se completó el campanario principal, cambiando el plan medieval existente al hacerlo unos diez metros más alto. Finalmente, el 31 de mayo de 1890 se terminó el edificio.
Ulm fue bombardeada intensamente por los aliados el 17 de diciembre de 1944 y, pese a que los edificios de la plaza de la catedral resultaron bastante afectados, la catedral no sufrió grandes daños. Poco antes de que concluyera la Segunda Guerra Mundial, estalló una bomba en la bóveda del coro.
En la actualidad se invierten importantes sumas de dinero periódicamente para atender a su mantenimiento.

## Galería

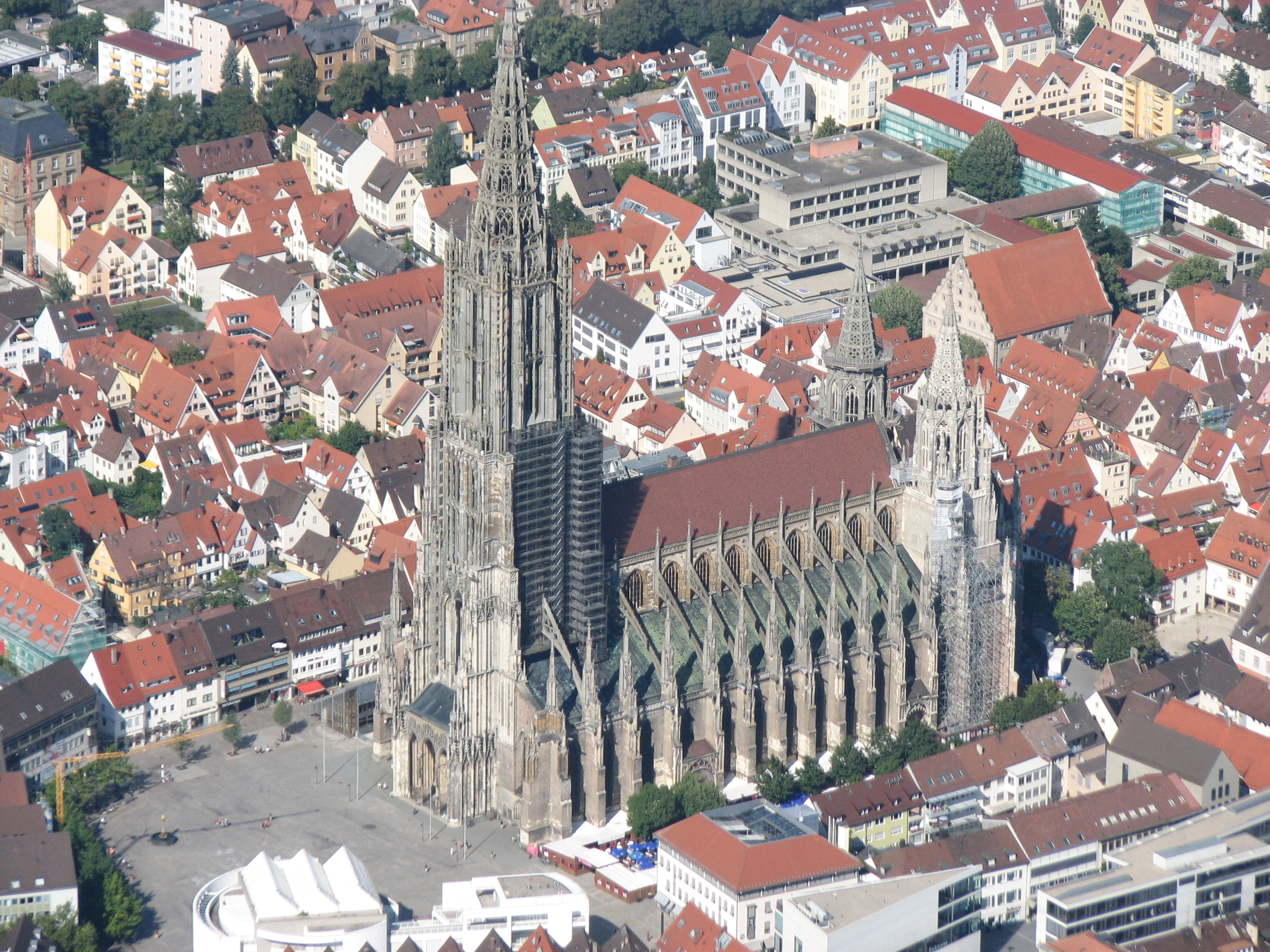
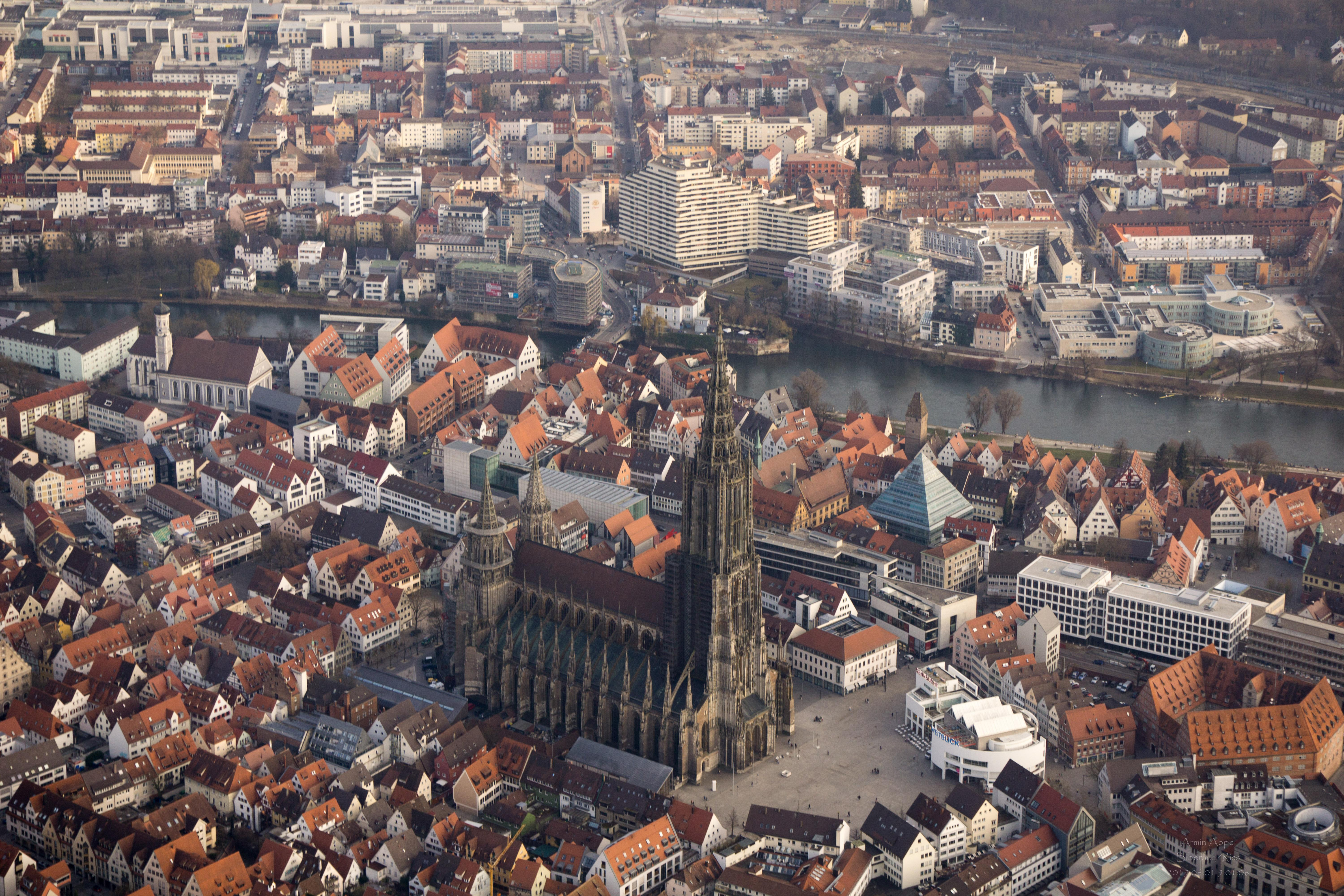
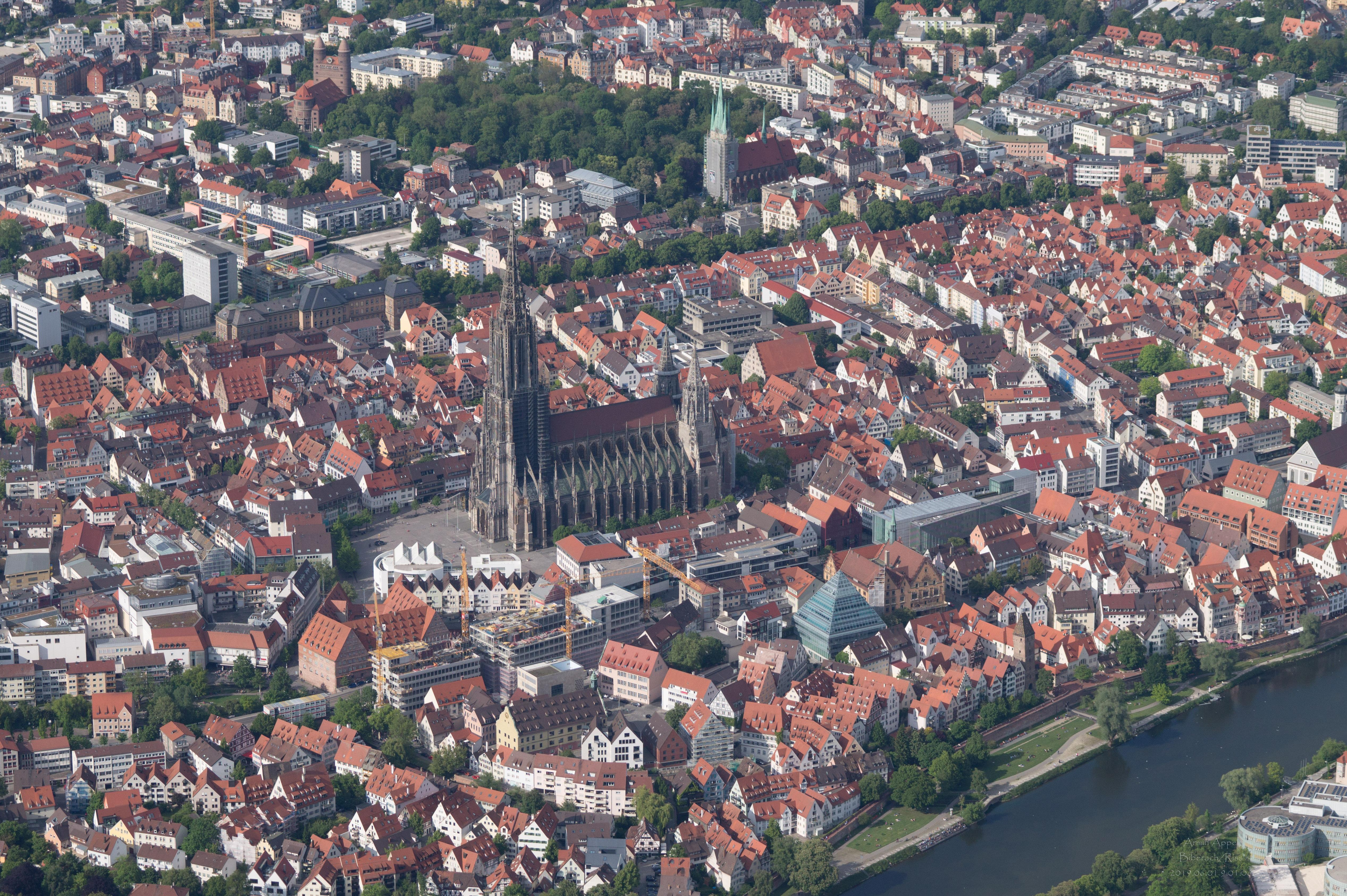
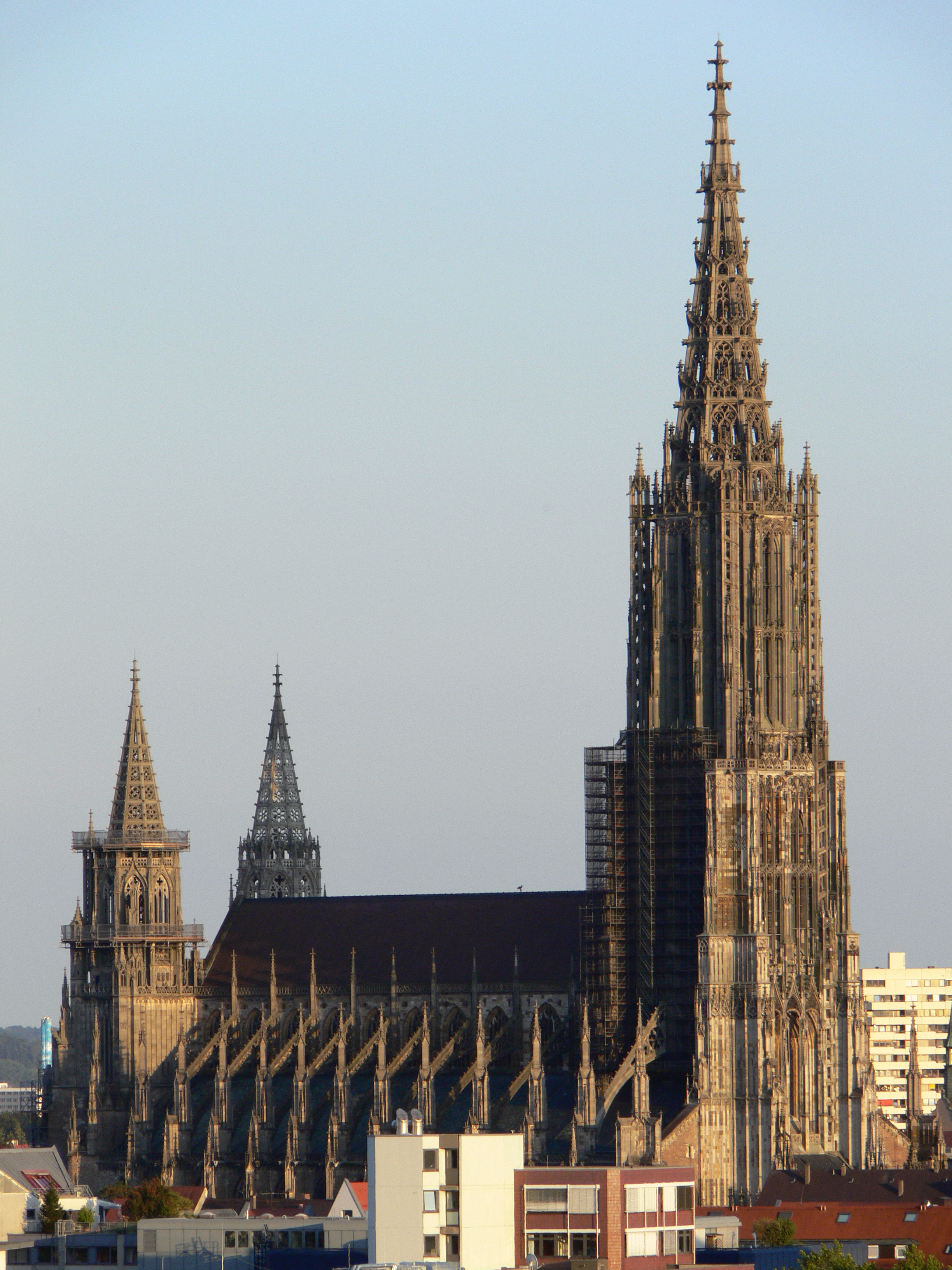
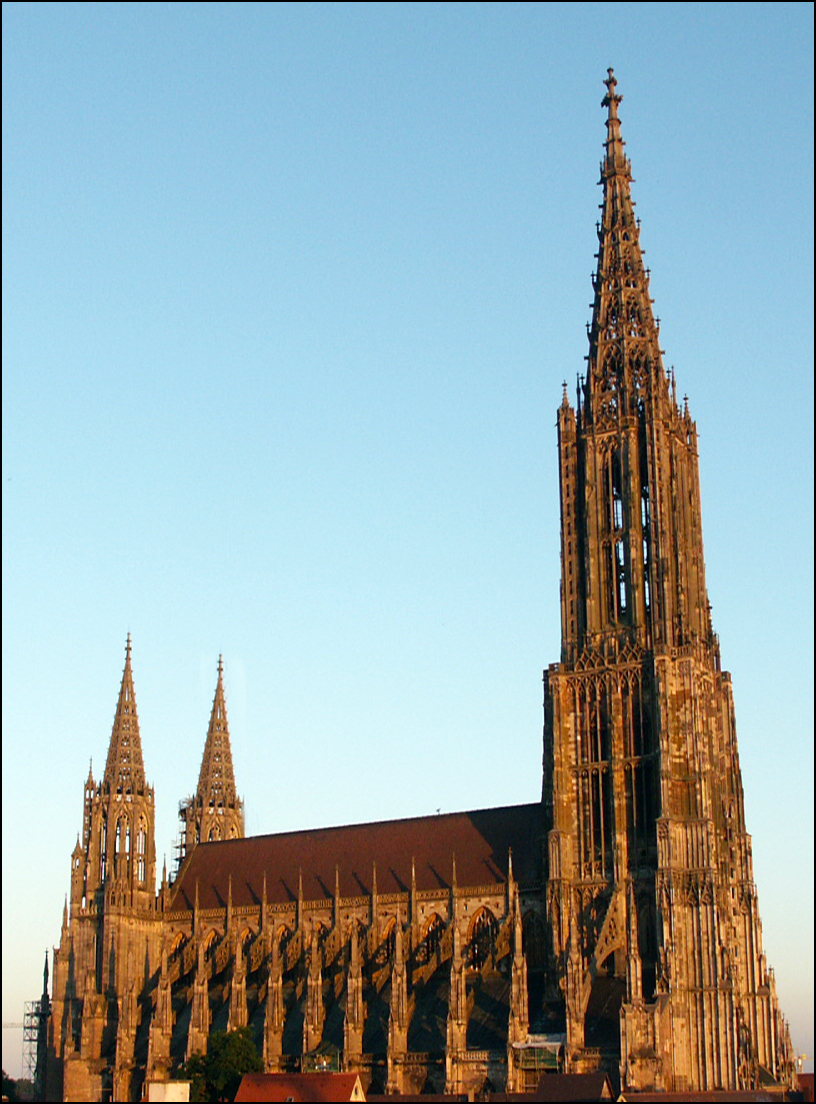
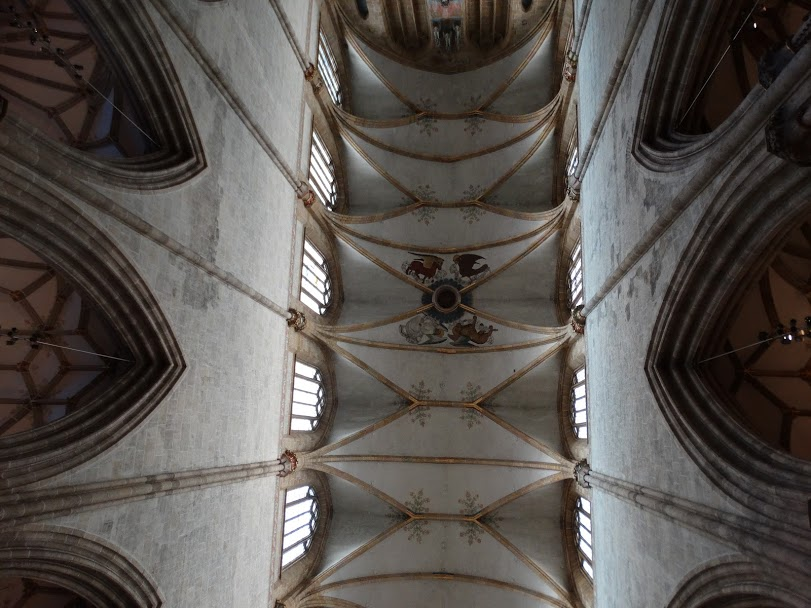
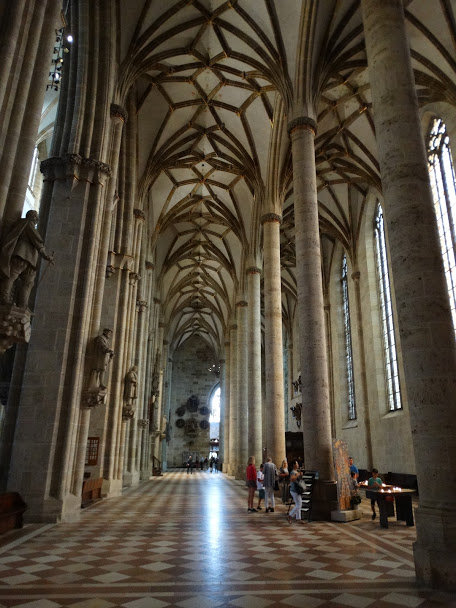
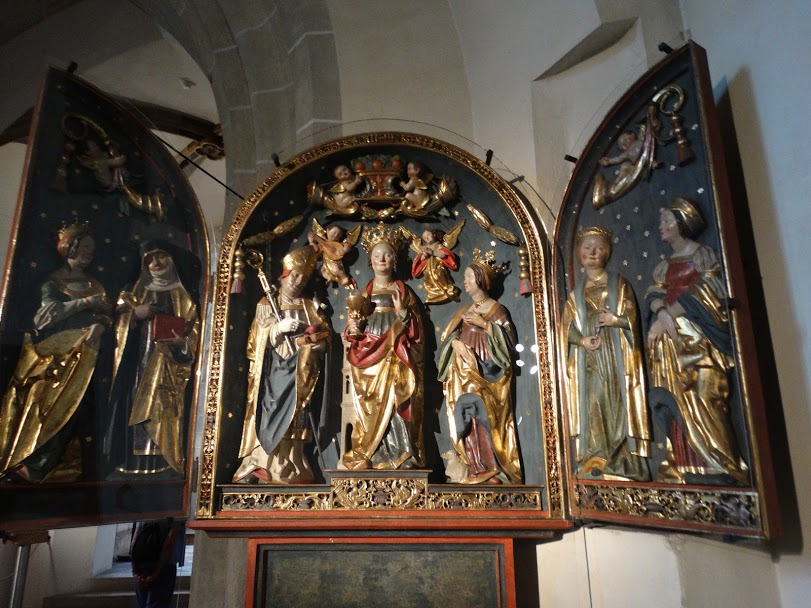
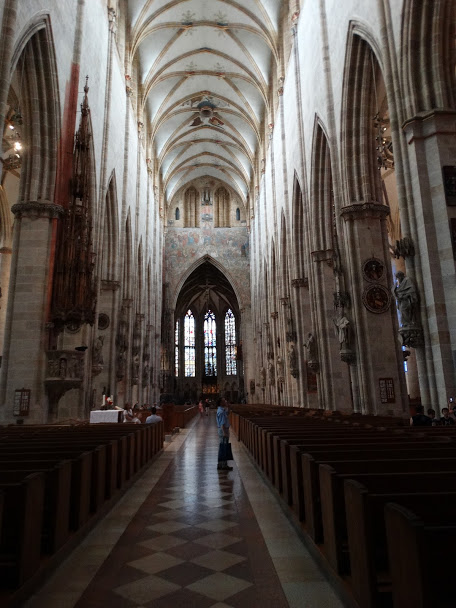
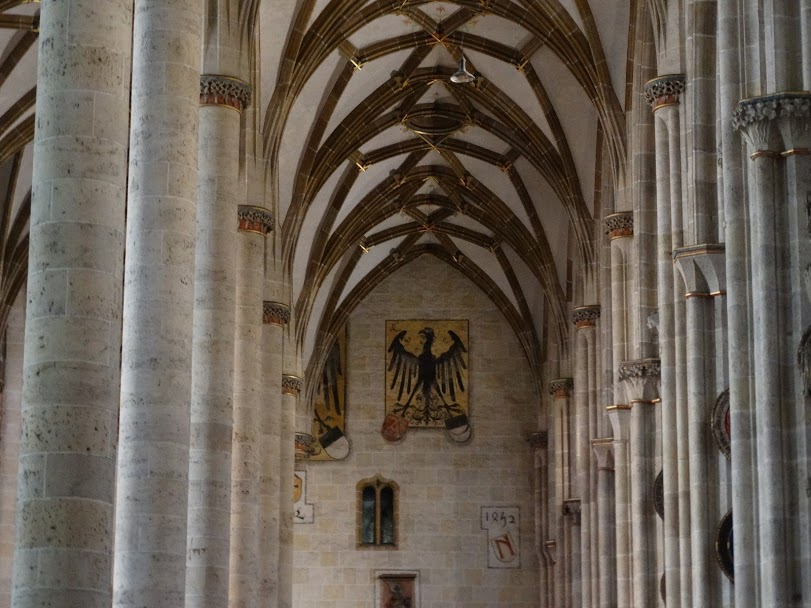
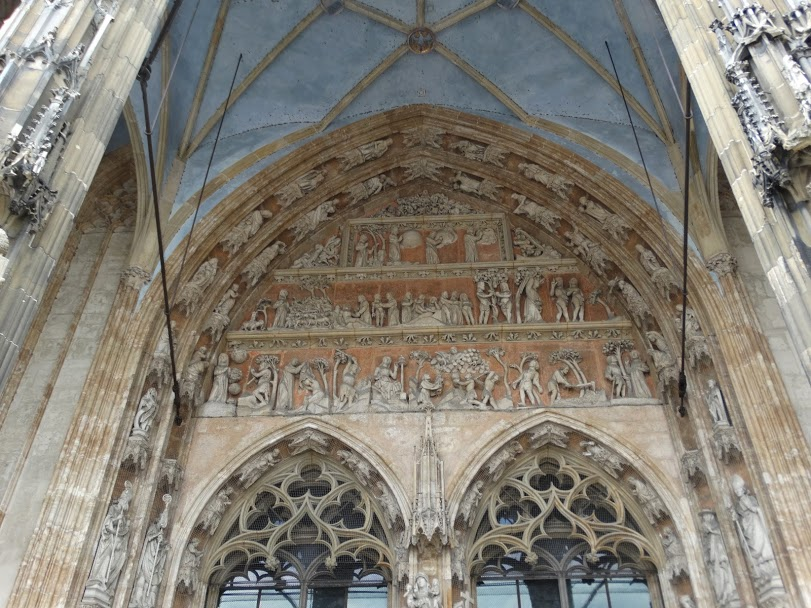
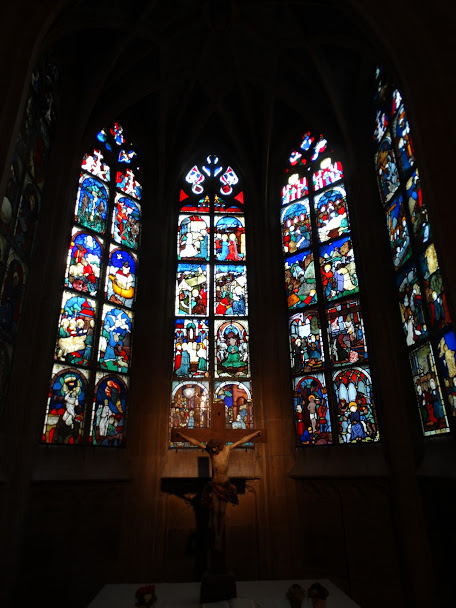
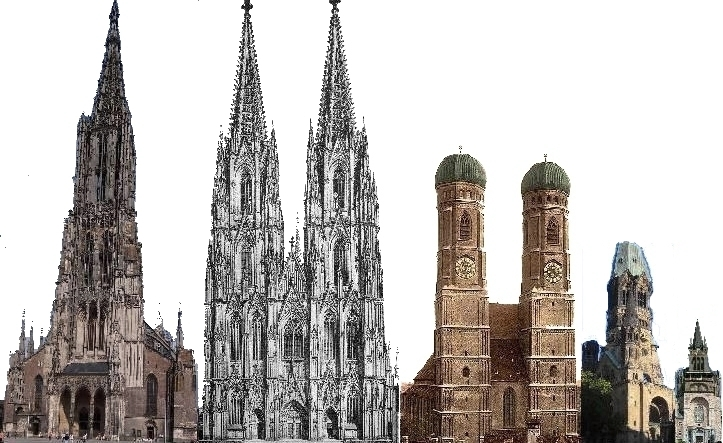

Comparación de famosas iglesias de Alemania. La primera es la de Ulm con 161,5 m, seguida de la de Colonia con 157 m, y la de Múnich con 99 m.